# Parkdale (Oregon)

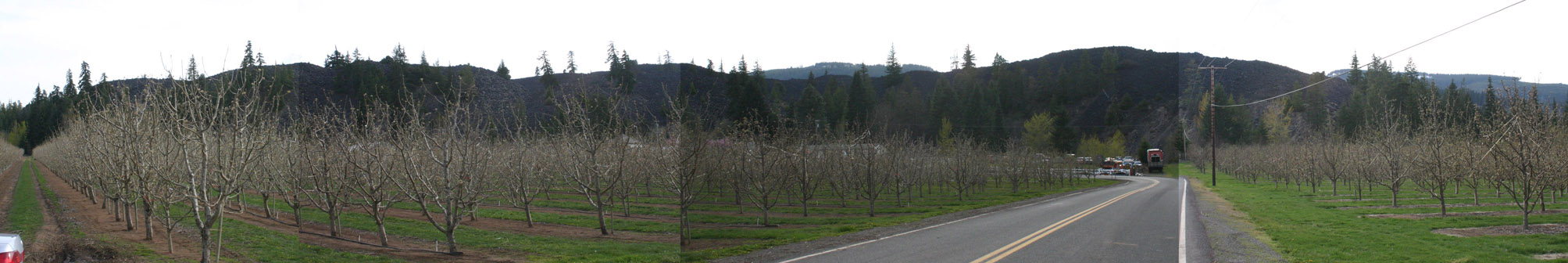
Panoráma

Parkdale az Amerikai Egyesült Államok északnyugati részén, Oregon állam Hood River megyéjében elhelyezkedő statisztikai- és önkormányzat nélküli település. A 2010. évi népszámláláskor 311 lakosa volt. Területe 1,6 km², melynek 100%-a szárazföld.
1910-ben, a Mount Hood-vasútvonal végállomásaként alapította David Eccles és R. J. McIsaac.
A környék kinézetét nagyban befolyásolja a 8 km-re délre található Hood-hegyi rétegvulkán. A településről nevezték el a hatezer éve a Felső-Mount-hegyi-völgytől északra folyó lávafolyamot.

## Éghajlat
A térség nyarai melegek (de nem forróak) és szárazak; a havi maximum átlaghőmérséklet 22 °C. A Köppen-skála alapján a város éghajlata meleg nyári mediterrán (Csb-vel jelölve). A legcsapadékosabb a november–január, a legszárazabb pedig a július–augusztus közötti időszak. A legmelegebb hónap július és augusztus, a leghidegebb pedig december.
| Hónap                                   | Jan.  | Feb.  | Már.  | Ápr. | Máj. | Jún. | Júl. | Aug. | Szep. | Okt.  | Nov.  | Dec.  | Év    |
| --------------------------------------- | ----- | ----- | ----- | ---- | ---- | ---- | ---- | ---- | ----- | ----- | ----- | ----- | ----- |
| Rekord max. hőmérséklet (°C)            | 18,0  | 19,0  | 25,0  | 28,0 | 36,0 | 37,0 | 39,0 | 38,0 | 36,0  | 31,0  | 21,0  | 17,0  | 39,0  |
| Átlagos max. hőmérséklet (°C)           | 5,3   | 7,4   | 11,4  | 14,9 | 19,0 | 22,6 | 26,9 | 27,1 | 23,6  | 17,0  | 8,7   | 4,0   | 15,7  |
| Átlaghőmérséklet (°C)                   | 1,4   | 2,7   | 6,7   | 8,3  | 12,8 | 14,8 | 18,1 | 18,1 | 14,8  | 9,7   | 4,2   | 0,4   | 9,4   |
| Átlagos min. hőmérséklet (°C)           | −2,5  | −2,1  | −0,1  | 1,7  | 4,5  | 7,0  | 9,3  | 9,0  | 5,9   | 2,4   | −0,3  | −3,2  | 2,7   |
| Rekord min. hőmérséklet (°C)            | −23,0 | −25,0 | −12,0 | −6,0 | −4,0 | −2,0 | 1,0  | 1,0  | −9,0  | −12,0 | −23,0 | −25,0 | −25,0 |
| Átl. csapadékmennyiség (mm)             | 145   | 101   | 86    | 55   | 38   | 26   | 8    | 11   | 23    | 68    | 154   | 146   | 861   |
| Forrás: Western Regional Climate Center |       |       |       |      |      |      |      |      |       |       |       |       |       |

## Népesség

### 2010
A 2010-es népszámláláskor  311 lakója, 104 háztartása és 72 családja volt. A népsűrűség 194,4 fő/km2. A lakóegységek száma 118, sűrűségük 73,8 db/km2. A lakosok 52,4%-a fehér,  2,9%-a indián, 1,9%-a ázsiai,  28%-a egyéb, 0,6%-a pedig kettő vagy több etnikumú. A spanyol vagy latino származásúak aránya 42,1% (39,2% mexikói,  0,3% kubai, 2,6% egyéb spanyol vagy latino származású.)
A háztartások 38,5%-ában élt 18 évnél fiatalabb. 53,8% házas, 11,5% egyedülálló nő, 3,8% egyedülálló férfi, 30,8% pedig nem család. 24% egyedül élt; 3,8%-uk 65 éves vagy idősebb. Egy háztartásban átlagosan 2,87 személy élt; a családok átlagmérete 3,56 fő.
A medián életkor 36,3 év volt. Lakóinak 26,4%-a 18 évesnél fiatalabb, 5,5% 18 és 24 év közötti, 27,6%-uk 25 és 44 év közötti, 26,4%-uk 45 és 64 év közötti, 6,4%-uk pedig 65 éves vagy idősebb. A lakosok 50,2%-a férfi, 49,8%-a pedig nő.

### 2000
A 2000-es népszámláláskor   266 lakója, 88 háztartása és 68 családja volt. A népsűrűség 166,3 fő/km2. A lakóegységek száma 92, sűrűségük 57,5 db/km2. A lakosok 80,08%-a fehér,  4,51%-a indián, 0,75%-a ázsiai,  11,65%-a egyéb-, 3,01%-a pedig kettő vagy több etnikumú. A spanyol vagy latino származásúak aránya 23,31% (21,1% mexikói,   2,3% pedig egyéb spanyol/latino származású.)
A háztartások 43,3%-ában élt 18 évnél fiatalabb. 58% házas, 10,2% egyedülálló nő; 22,7% pedig nem család. 15,9% egyedül élt; 4,5%-uk 65 éves vagy idősebb. Egy háztartásban átlagosan 2,95 személy élt; a családok átlagmérete 3,21 fő.
Lakóinak 30,5%-a 18 évesnél fiatalabb, 7,9% 18 és 24 év közötti, 26,7%-uk 25 és 44 év közötti, 21,9%-uk 45 és 64 év közötti, 10,9%-uk pedig 65 éves vagy idősebb. A medián életkor 34 év volt. Minden 100 nőre 133,3 férfi jut; a 18 évnél idősebb nőknél ez az arány 122,9.
A háztartások medián bevétele 31 786 amerikai dollár, ez az érték családoknál $34 375. A férfiak medián keresete $52 679, míg a nőké $30 313. Az egy főre jutó bevétel (PCI) $18 091. A családok 8%-a, a teljes népesség 19,7%-a élt létminimum alatt; a 18 év alattiaknál ez a szám 33,3%, a 65 évnél idősebbeknél pedig %.

## Fordítás
Ez a szócikk részben vagy egészben  a   Parkdale, Oregon című angol Wikipédia-szócikk ezen változatának fordításán alapul.  Az eredeti cikk szerkesztőit annak laptörténete sorolja fel. Ez a jelzés csupán a megfogalmazás eredetét és a szerzői jogokat jelzi, nem szolgál a cikkben szereplő információk forrásmegjelöléseként.